# Heteronympha banksii
Heteronympha banksii är en fjärilsart som beskrevs av Leach 1814. Heteronympha banksii ingår i släktet Heteronympha och familjen praktfjärilar. Inga underarter finns listade i Catalogue of Life.

## Bildgalleri

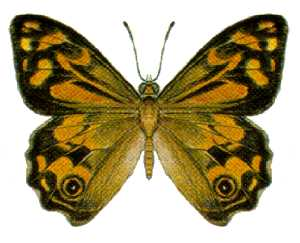